# Blankenberg, Mecklenburg-Vorpommern
Blankenberg är en kommun och ort i Landkreis Ludwigslust-Parchim i förbundslandet Mecklenburg-Vorpommern i Tyskland.
Kommunen ingår i kommunalförbundet Amt Sternberger Seenlandschaft tillsammans med kommunerna Borkow, Brüel, Dabel, Hohen Pritz, Kloster Tempzin, Kobrow, Kuhlen-Wendorf, Mustin, Sternberg, Weitendorf och Witzin.